# Legio V Urbana
Legio V Urbana (V Міський легіон) — римський легіон часів громадянської війн 44-31 років до н. е.

## Історія
Сформовано у 43 році до н. е. Гаєм Вібієм Пансою за рішенням римського сенату для боротьби проти Марка Антонія. Набрано з числа мешканців Риму, тому й отримав свою назву (римляни називали Рим просто Містом). Того ж року разом з іншими військами рушив до Цізальпійської Галлії, де відзначився у битві при Галльському Форумі, де Антоній зазнав поразки, а Пансу було смертельно поранено.
В подальшому легіон брав участь у Сицилійській кампанії Октавіана проти Секста Помпея, після цього проти Емілія Лепіда. В наступні роки діяв проти Марка Антонія. Брав участь у битві при Акціумі 31 року до н. е. після цього легіон було реформовано: ветерани отримали землю біля м. Атесте (сучасне м. Есте) в Цізальпійській Галлії; інша частина увійшла до V Македонського легіону.